# Ínterim d'Augsburg
L'ínterim d'Augsburg és un decret de l'emperador Carles V del 1548, amb el qual volia fer complir els seus objectius polític-religiosos al Sacre Imperi Romanogermànic després de la victòria sobre la Lliga d'Esmalcalda. L'ínterim, aprovat pels estats el 1548 com a Reichsgesetz (llei de l'imperi), havia de regular els afers confessionals durant un període de transició, fins que el concili general hauria decidit les modalitats definitives de reintegració dels protestants a l'església catòlica.
Hi havia unes menudes concessions als protestants, però generalment era una restauració dels dogmes catòlics, com ara els set sacraments (el protestants només en reconeixien dos, el baptisme i l'eucaristia), la transsubstanciació, el poder dei gratia del papa amb l'esmena prudent que aquest poder «s'ha d'utilitzar, no pas per destruir sinó per edificar», es van restaurar totes les festes catòliques, incloent Corpus Christi i Tots Sants, no reconegudes pels protestants. Als protestants es va atorgar la supressió del celibat obligatori dels sacerdots i el dret de combregar amb pa i vi. El bisbe Julius von Pflug (1499-1564) va redigir l'esborrany, però en la versió definitiva van participar els teòlegs catòlics Michael Helding, Eberhard Billick, Pedro Domenico Soto i Pedro de Malvenda i del costat protestant Joan Agricola.
L'ínterim va ser rebutjat amb vehemència tant pels protestants com pels catòlics, fins i tot no va agradar a ningú. A les zones protestants del sud de l'imperi l'Estat nogensmenys es va imposar el decret amb força, al nord ans al contrari només se'l va seguir molt superficialment. Ja l'agost de 1552, després d'un aixecament dels prínceps protestants conduïts per Maurici de Saxònia, Carles V es va veure obligat a revocar el decret i acceptar la divisió confessional del seu imperi en acceptar el pacte de la Pau de Passau. Va ser el reconeixement de facto del protestantisme que es va confirmar definitivament amb la Pau d'Augsburg l'any 1555.